# Giōrgos Delīgiannīs
Giōrgos Delīgiannīs (in greco: Γιώργος Δεληγιάννης; Glifada, 26 settembre 1948) è un ex calciatore greco, di ruolo centrocampista.

## Carriera
Giocò 70 minuti della finale di andata di Coppa Intercontinentale 1971. In carriera ha giocato anche 3 partite in Coppa dei Campioni.

## Palmarès

### Club

#### Competizioni nazionali
- Campionato greco: 1

Panathinaikos: 1971-1972